# Tanti
Tanti este un film românesc din 2010 regizat de Șerban Marinescu. Rolurile principale au fost interpretate de actorii Mircea Silaghi, Cecilia Bârbora, Cosmina Păsărin.

## Distribuție
Distribuția filmului este alcătuită din:
- Ana Pasti — Coca
- Edgar Nistor — Paul
- Andrei Seușan — Pupu
- Crina Semciuc — Reli
- Mircea Silaghi — Fredi
- Constantin Pușcașu — Marcel
- Cosmina Păsărin — Simona
- Cecilia Bârbora — Laura

## Primire
Filmul a fost vizionat de 240 de spectatori în cinematografele din România, după cum atestă o situație a numărului de spectatori înregistrat de filmele românești de la data premierei și până la data de 31 decembrie 2014 alcătuită de Centrul Național al Cinematografiei.